# David IV de Geòrgia
David IV, conegut com el Constructor (1073 - Tblisi, 24 de gener del 1125), fou rei de Geòrgia del 1089 al 1125. L'únic fill mascle del rei Jordi II. Va ser el primer rei que es va independitzar del tot i va abandonar els títols romans d'Orient. Considerat un dels governants més importants del seu país per haver unificat el territori, haver expulsat els turcs seljúcides amb la victòria a Didgori (1121), però també per la seva defensa de la fe cristiana, la importància que donà a l'educació, i la reforma administrativa; tot queda resumit en el seu epítet: ell fou el veritable Constructor de Geòrgia. Fou canonitzat per l'Església Ortodoxa.

## Ascens al tron
El 1088 un seguit de terratrèmols va destruir moltes ciutats de Geòrgia. L'hivern següent va ser extraordinàriament fred i a la primavera van venir inundacions amb el desglaç. Totes aquestes circumstàncies superaven les capacitats de Jordi II, que va ser enderrocat per un cop d'estat que el va obligar a abdicar en el seu fill David el 1089, quant aquest tenia només 16 anys. Sembla que un temps abans del cop d'estat, el noi ja havia començat a participar en les tasques de govern com a col·laborador del seu pare, segons es desprèn d'un document del 1805 signat per ell com a rei i sebast, el títol romà d'Orient dels governants. Fins i tot podria ser que aquesta confiança li fou donada quan el 1803 el seu pare va haver d'abandonar el país per negociar amb el soldà Malik-Shah I.

## Reforma militar i renúncia al vassallatge
L'obra del seu canceller, Jordi bisbe de Chkondidi, fou notable i aconsellà sàviament al rei. La primera decisió fou reorganitzar l'exèrcit. Una vegada va tenir un exèrcit fort va expulsar els colons turcs instal·lats al país, que van haver de sortir o refugiar-se en fortaleses i deixà de pagar l'impost a què s'havia compromès el seu pare des de la invasió del 1083, trencant així la relació de submissió amb els seljúcides. Des del 1092 aquell estat veí, els seljúcides, havia entrat en guerra civil i més tard van haver d'enfrontar-se amb els croats que el 1099 conqueriren Jerusalem, per la qual cosa no va poder oposar-se a les decisions de David IV.
Amb la reforma de l'exèrcit i de l'administració, David IV se sentí prou fort per renunciar també, des del 1099 a fer servir els títols atorgats per l'emperador romà d'Orient, adoptant així una posició d'igualtat amb aquell imperi.

## Sotmetiment dels caps feudals i religiosos
Després va voler controlar als erishtavis massa independents, començant pel seu cap Liparit Bagvachi de Kldékari, net de Liparit Liparitisdzé, que va ser capturat i expulsat del país incorporant el Kldékari a les possessions de la corona. Un altre eristhavi, Dzagan Abulétidze, va ser també castigat i expropiat. Els altres eristhavis van obeir al rei immediatament. Llavors el rei va nomenar nous càrrecs públics amb aznauris fidels.
El 1105 el rei va convocar el concili conegut com a Concili de Rouis-Urbnissi, que va fer neteja dins l'església d'elements deshonestos i poc patriotes. El rei llavors va nomenar un simple monjo, Jordi Monazoni, com a bisbe de Tchondidi i el va fer cap del Savaziro (el consell de ministres). Aquesta funció portaria el nom de Mtsignmobarthukhutsessi-Tchkondidéli i tindria un gran poder a la cort.

## Campanyes militars
El 1104 un grup d'aznauris oposats a la política pro seljúcida del rei de Kakhètia Agarstan, que s'havia convertit a l'islam, dirigits per Kavthat, Arichian i Baram, el van fer presoner i el van entregar a David. Aquest va declarar la Kakhètia unida a Geòrgia com a domini reial (deixant només els territoris dels aznauris que li eren fidels) i va nomenar governador a Arichian. El 1105 el soldà dels seljúcides, del qual Agarstan era vassall, va enviar un exèrcit sota el comandament d'un altre vassall, l'emir de Gandja. Els invasors foren derrotats a Ertsukhi i el domini sobre Kakhètia va quedar consolidat. David poc després va casar la seva filla gran, Tamara, amb l'hereu de Xirvan, Manushir, fill del xa Apriduni.
El 1110 el rei conquerí la fortalesa turca de Samshvilde a la regió de Somkhètia (nom georgià per les regions armènies sota el seu domini), una de les que restaven dins a Geòrgia, i els turcs van evacuar una part del Baix Kartli. El 1115 va conquerir Rustavi i van començar a assetjar Tblisi. El 1116 es va fer amo de Tao i Klardjètia (Taoklardjètia).
El 1117 va conquerir la ciutat de Guichi, a l'est de l'Herècia i el 1118 va conquerir la principal fortalesa del turcs, la de Loré, que controlava la Geòrgia del Sud. El príncep Demetri, fill de David, va fer també una campanya a Xirvan, on el shah, pressionat per la noblesa local, es mostrava favorable als turcs.
Per eliminar els turcs de tota Transcaucàsia es va decidir buscar els serveis de les tribus Kiptxak del Caucas nord. Aliança que David refermà divorciant-se de la seva dona i casant-se amb la filla del kan dels Kiptxak, que feu batejar amb el nom de Gourandoukht. Una horda d'aquests nòmades, expulsada pel príncep rus Vladímir II Monomac (1113 –1125) es va establir a Geòrgia. El 1118 David va sotmetre els ossets del Caucas que estaven en guerra amb els kiptxaks assegurant-se el lliure pas d'aquests cap a Geòrgia on van arribar quaranta mil famílies, cada una de les quals havia d'aportar un cavaller a l'exèrcit. Una guàrdia personal del rei (monapsa) amb aquests nòmades, va ésser creada al mateix temps amb cinc mil guerrers. La filla segona de David, Kataï (Caterina), es va casar amb Isaac (fill d'Aleix I Comnè) el germà gran del qual Joan II Comnè va ser després emperador romà d'Orient.
El 1120 David va envair Xirvan i va prendre Kabala. El sobirà de Daruban, aliat de David, va atacar el xa Apridun (Apriduni), que seguia favorable als turcs, el qual va morir en combat. El nou xa, elegit per David, es va sotmetre a Geòrgia com a vassall.
El 1121 el soldà seljúcida Muhammad Tapar envià un poderós exèrcit de 300.000 homes sota el comandament del governador de Bagdad Nadjm ed-Din al-Ghazi. Aquestes forces entraren a Geòrgia i acamparen a Tsalka, a Manglissi-Trialèthia. El georgians eren poc més de 50000 entre ells 200 cavallers croats europeus. En la batalla de Didgori el 12 d'agost del 1121 i David IV va obtenir un gran triomf. Seguidament l'emir de Tblisi, sense cap ajuda, va quedar assetjat a la capital, la qual va ser presa el febrer del 1122, acabant així l'emirat de Tblisi, que havia durant 400 anys. Uns mesos després va caure Dmanissi. La capital va ser traslladada de Kutaisi a Tblisi.
El 1122 els seljúcides van passar a Tabriz i d'allí, el 1123, cap al Xirvan, que estava a l'òrbita de Geòrgia i van ocupar la capital Shamakha. David va marxar contra Shamakha i va assetjar al soldà seljúcida allí mateix. L'atabek d'Herècia, que venia a ajudar el seu sobirà, va ser rebutjat per David però el soldà va aconseguir escapar per les clavegueres. Un mes després David va prendre el Gulistan, i va annexar tot el Xirvan a Geòrgia com a terres reials.
El 1123 va ocupar Ispir i després Aní, ciutat d'Armènia que estava sota domini seljúcida i on la població s'havia revoltat i havia cridat David. Amb el seu exèrcit de seixanta mil homes, David aprofità per sotmetre tota la regió i les fortaleses de l'Armènia-Gag, Teronakal, Kavazan, Norbed, Mansagon i Talindjakar.
Al final del seu regne duia els títols de rei dels abkhazs, kartvels, rans, kakhs, armenis, xa del Xirvan i de Shahin. Ja no s'intitulava ni curopalata ni patrici, i feia servir el títol d'autocràtor. La bandera de Vakhtang I Cap de Llop esdevingué el símbol nacional.

## Relacions amb altres estats
El regnat de David IV el Constructor canvià les relacions de Geòrgia no solament amb els seus veïns més propers, sinó també amb països amb qui mai havia tingut relacions diplomàtiques ni de cap tipus. Amb la famosa batalla de Didgori es donà a conèixer entre els europeus, els quals descobriren l'existència d'un reialme cristià capaç de fer front als seljúcides, els invasors que havien mogut les croades. En aquest context, l'arquebisbe de París, Galon, rebé el 30 de juliol del 1147 una relíquia: un fragment de la Veracreu, que havia conservat un cantor del temple de Jerusalem anomenat Anseau. Aquest objecte es guardà en l'església que hi havia abans de construir la catedral de Notre Dame. Anseau escrigué en les seves memòries que havia rebut aquesta relíquia de mans de la vídua de David, cosa que ha estranyat als historiadors, ja que el rei no morí fins a 16 anys més tard.
Units per un objectiu comú, establí relacions amb el rei Balduí I de Jerusalem, amb qui intercanvià presents. Aquest li envià el millor dels regals: un batalló d'entre 200a 1000 homes que participà en la victòria de Didgori. Altres fonts esmenten la participació de forces auxiliars georgieanes durant el setge de Jerusalem (1099). L'historiador Jean Bagration cita una visita secreta de Balduí II de Jerusalem a la cort georgiana. L'existència de Geòrgia com a reialme cristià d'importància creixent també es feu sentir en el món àrab, on la bondat del monarca envers els seus súbdits musulmans i el coneixement que tenia de l'Alcorà li feu guanyar el seu respecte. En referència a ell hi havia una insccripció en àrab que deia «Rei dels reis, David, l'espasa del Mesies».

## Matrimonis i successió
Es va casar amb la princesa armènia Rusudan, i en segones núpcies amb Gurandukt, filla d'Atraka, kan dels kiptxak.
Va morir als 52 anys, sobtadament, a Tblisi el 24 de gener del 1125. Fou sepultat a l'església del monestir de Gelati, que ell mateix havia manat construir. La successió del tron va passar al seu fill primogènit Demetri, el qual rebé com a símbol del poder una corona de pedres precioses, una cimitarra, i un conjunt de genolleres i punys de porpra.
Els altres fills de Davd IV van ser:
- Zourab Baration (mort el 1125), rei associat al govern de Geòrgia des del 1125 ;
- Vakhtang Bagration (nascut vers el 1118) ;
- Georges Bagration (mort després del 1130 o 1131) ;
- Tchouata Bagration ;
- Tamara Bagration (morta després del 1161), casada amb Manoutchir III, monja quan enviudà el 1155 ;
- Kata Bagration (morta després del 1155), casada amb un príncep romà d'Orient ;
- Roussoudan Bagration, casada amb el príncep dels ossets Djadaros.